# Rod Pampling
Rodney „Rod“ Pampling (* 23. September 1969 in Redcliffe, Queensland) ist ein australischer Profigolfer.
Er wurde 1994 Berufsgolfer und begann seine Karriere auf der PGA Tour of Australasia, wo Pampling 1999 sein erstes Turnier gewann. In den Saisonen 2000 und 2001 spielte er auf der zweitgereihten, nordamerikanischen Buy.com Tour und qualifizierte sich für die PGA TOUR. 2004 feierte er dort seinen ersten Turniersieg beim The International und holte sich 2006 beim Bay Hill Invitational seinen zweiten Titel.
Pampling spielt im australischen Sommer weiterhin auf einigen Events der PGA Tour of Australasia. In der Golfweltrangliste liegt er zumeist unter den Top 50, was ihm Einladungen zu den großen Turnieren garantiert.
Er ist mit seiner Frau Angela, einer Psychologin, verheiratet und hat seinen Wohnsitz in Flower Mound, Texas.

## Turniersiege
- 1999 Canon Challenge (PGA Tour of Australasia)
- 2004 The INTERNATIONAL (PGA TOUR)
- 2006 Bay Hill Invitational Presented by MasterCard (PGA Tour), Merrill Lynch Shootout (USA, inoffizielles Event, mit Jerry Kelly)
- 2008 Sportsbet Australian Masters (PGA Tour of Australasia und European Tour 2009)
- 2015 BMW Charity Pro-Am (web.com Tour)
- 2016 Shriners Hospitals for Children Open (PGA Tour)

## Resultate bei Major Championships
| Tournament        | 1999 | 2000 | 2001 | 2002 | 2003 | 2004 | 2005 | 2006 | 2007 | 2008 | 2009 | 2010 | 2011 | 2012 | 2013 | 2014 | 2015 | 2016 |
| ----------------- | ---- | ---- | ---- | ---- | ---- | ---- | ---- | ---- | ---- | ---- | ---- | ---- | ---- | ---- | ---- | ---- | ---- | ---- |
| Masters           | DNP  | DNP  | DNP  | DNP  | DNP  | DNP  | T5   | T16  | T37  | DNP  | DNP  | DNP  | DNP  | DNP  | DNP  | DNP  | DNP  | DNP  |
| US Open           | DNP  | DNP  | DNP  | DNP  | CUT  | DNP  | CUT  | T32  | CUT  | T14  | CUT  | DNP  | DNP  | 70   | DNP  | CUT  | DNP  | DNP  |
| Open Championship | CUT  | DNP  | DNP  | DNP  | DNP  | T27  | T78  | T35  | T27  | CUT  | CUT  | DNP  | DNP  | DNP  | DNP  | DNP  | CUT  | CUT  |
| PGA Championship  | DNP  | DNP  | DNP  | DNP  | T14  | T55  | CUT  | CUT  | T42  | CUT  | CUT  | DNP  | DNP  | DNP  | DNP  | DNP  | DNP  | DNP  |

DNP = nicht teilgenommen

CUT = Cut nicht geschafft

„T“ geteilte Platzierung

Grüner Hintergrund für Siege

Gelber Hintergrund für Top 10